# WolfQuest
WolfQuest – komputerowa gra symulacyjna stworzona we współpracy Minnesota Zoo z amerykańską firmą Eduweb i wydana w 2007 roku. Gra umożliwia użytkownikowi wirtualne wcielenie się w wilka szarego zamieszkującego terytorium Parku Narodowego Yellowstone, którego krajobraz został wiernie oddany w grze. W trakcie rozgrywki gracz ma możliwość poznać i zrozumieć istotę wilczej natury i rolę, jaką odgrywa on w przyrodzie.
Pierwsza wersja gry nosiła nazwę WolfQuest: Amethyst Mountain Deluxe. Wiosną 2010 roku ukazała się druga część o nazwie WolfQuest: Slough Creek. Tytuł jest dostępny na urządzenia z systemami Android, iOS, Mac, Windows oraz Kindle.

## Rozgrywka
Na początku gry tworzy się spersonalizowaną postać, wybiera płeć, umaszczenie oraz statystyki. Głównym wyzwaniem w pierwszym epizodzie Amethyst Mountain jest znalezienie wilczego partnera. W międzyczasie gracz zobligowany jest do zdobywania punktów i utrzymywania swojego wilczego awatara przy życiu. Aby to osiągnąć, powinno się regularnie uzupełniać punkty życia poprzez jedzenie padliny lub zwierzyny osobiście upolowanej na terenach łowieckich. W grze można polować na zające oraz sarny. Jednocześnie należy unikać zagrożeń takich jak niedźwiedzie grizzly, kojoty oraz wrogo nastawione wilki. Jeśli finalnie uda się znaleźć partnera, ten od tego momentu będzie nam towarzyszył i pomagał przez resztę gry. Po wykonaniu głównego zadania otwiera się możliwość kontynuowania rozgrywki na mapie Slough Creek.
W nowym środowisku pierwszym zadaniem jest znalezienie i wybranie jednej z kilku dostępnych kryjówek. Następnie przez pewien czas wilk musi intensywnie znaczyć zapachem teren wokół kryjówki aby odstraszyć drapieżniki i obce wilki. Po spełnieniu tego warunku w grze pojawiają się szczenięta. Kolejnym wyzwaniem jest utrzymanie ich przy życiu i odchowanie jak największej liczby. W tym celu trzeba im przynosić pożywienie oraz przeganiać niebezpieczne zwierzęta z terytorium legowiska. Ostatnim etapem rozgrywki jest podróż z ocalałymi szczeniętami i partnerem do innej nory po drugiej stronie krainy, podczas której czekają takie wyzwania jak spotkania z orłami, kojotami, niedźwiedziami grizzly czy przeprawa przez rwącą rzekę.

## Historia
Początkowo projekt był finansowany głównie przez National Science Foundation, Best Buy Foundation, innych sponsorów oraz indywidualne darowizny graczy, co pozwoliło opublikować grę jako darmową. Zainteresowanie tytułem okazało się na tyle duże, że mimo wyczerpania środków pieniężnych przeznaczonych na dalszy rozwój, już sam Eduweb w 2015 roku wypuścił płatną, rozszerzoną wersję WolfQuest 2.7. Wcześniejsze, darmowe wersje gry są nadal dostępne i można je pobrać ze strony producenta. Dalsze prace koncentrują się głównie na nowszych wersjach, przede wszystkim WolfQuest: Anniversary Edition i rozszerzaniu gry. W serwisie YouTube można obejrzeć oficjalny film dokładnie opisujący historię projektu.

## Odbiór gry
W ciągu pierwszych kilku godzin po wypuszczeniu grę pobrało ponad 4000 użytkowników. Po 14 miesiącach liczba graczy przekroczyła 250 000. W 2018 roku liczba użytkowników forum dyskusyjnego gry wynosiła ponad 850 000. 
W 2008 roku na konferencji deweloperskiej Unite 2008 gra zdobyła nagrodę uznania w kategoriach gra poważna oraz gra multiplayer.
Amerykański polityk Tom Coburn skrytykował projekt, umieszczając go w swojej publikacji Wastebook 2010, rozprawiającej o "najbardziej rozrzutnych wydatkach rządowych".  